# 1952年ヘルシンキオリンピックのベルギー選手団
1952年ヘルシンキオリンピックのベルギー選手団（1952ねんヘルシンキオリンピックのベルギーせんしゅだん）は、1952年7月19日から8月3日にかけてフィンランドの首都ヘルシンキで開催された1952年ヘルシンキオリンピックのベルギー選手団、およびその競技結果。

## 概要
今大会は金メダル2個、銀メダル2個、合計4個のメダルを獲得した。

## メダル
| メダル | 選手名                                                               | 競技   | 種目                 |
| ------ | -------------------------------------------------------------------- | ------ | -------------------- |
| 金     | アンドレ・ノワイエル                                                 | 自転車 | 男子個人ロードレース |
| 金     | アンドレ・ノワイエル ロベール・フロデラールス リュシアン・ヴィクトル | 自転車 | 男子団体ロードレース |
| 銀     | ロベール・フロデラールス                                             | 自転車 | 男子個人ロードレース |